# Diaphyse
La diaphyse (ou corps osseux) est la partie médiane d'un os long. 

## Étymologie
Le terme diaphyse vient du grec dia- signifiant à travers et de physis signifiant formation.

## Structure
La diaphyse d'un os long forme un tube d'os cortical entre les deux métaphyses qui la séparent des épiphyses. Elle constitue l'axe longitudinal de l'os. 
Le canal forme la cavité médullaire enfermant la moelle osseuse jaune.
La vascularisation de la moelle osseuse est réalisée par des vaisseaux nourriciers qui passent à travers l'os cortical.

## Embryologie
L'ossification de la diaphyse se fait pendant le 3e mois de vie embryonnaire.
La croissance en épaisseur de la diaphyse est assurée par le périoste.
La croissance en longueur est assurée par les cartilages épiphysaires qui séparent la diaphyse des métaphyses..